# Piotr Kosynkin
Piotr Jewdokimowicz Kosynkin (ros. Петр Евдокимович Косынкин, ur. 1903, zm. 17 lutego 1953) – radziecki generał major (od 17 listopada 1944), w latach 1940–1945 zastępca dowódcy garnizonu Kremla, w latach 1945–1953 dowódca garnizonu Kremla, w latach 1952–1953 szef ochrony osobistej Józefa Stalina.

## Życiorys
W 1921 został żołnierzem Armii Czerwonej, a w 1925 żołnierzem Wojsk Pogranicznych OGPU w Ukraińskiej SRR (początkowo w Mohylowie Podolskim) i jednocześnie członkiem partii komunistycznej, studiował w Akademii Wojskowej im. Frunzego. Od 1939 był funkcjonariuszem operacyjnym NKWD jako dowódca samodzielnego batalionu GUGB NKWD ZSRR, a od 3 lutego do 29 kwietnia 1941 NKGB ZSRR. Następnie został zastępcą szefa Zarządu Komendantury Moskiewskiego Kremla, stanowisko to zajmował do śmierci, od 1945 równocześnie z funkcją dowódcy garnizonu Kremla i od 1952 równocześnie z funkcją szefa osobistej ochrony Stalina.
Zmarł nagle w wieku pięćdziesięciu lat na zawał mięśnia sercowego (nastąpiło to na ok. dwa tygodnie przed śmiercią Stalina). Został pochowany na Cmentarzu Nowodziewiczym.
Piotr Kosynkin figuruje w tzw. „Regestach akt śledczych mordu katyńskiego” (w zbiorach Prokuratury Generalnej RP) jako jedna z "osób zatrudnionych w aparacie NKWD w latach II wojny i mających związek ze sprawą wymordowania polskich oficerów jeńców w 1940 roku".

## Odznaczenia
- Order Lenina (12 maja 1945)
- Order Czerwonego Sztandaru (dwukrotnie; 29 kwietnia 1943 i 3 listopada 1944)
- Order Wojny Ojczyźnianej I klasy (3 września 1944)

I medale.